# Ben Kelly
Ben Kelly, RDI, né en 1949 dans le village d'Appletreewick au Craven, un district du Yorkshire du Nord en Angleterre centré sur la ville marchande de Skipton, est un architecte d'intérieur et designer graphique britannique primé connu principalement pour The Haçienda à Manchester,,, classée par Historic England comme "l'un des 100 lieux qui racontent l'histoire remarquable de l'Angleterre et son impact sur le monde". Son nom est complété par les lettres RDI depuis qu’il a été nommé Royal Designer for Industry en 2007 par la Royal Society of Arts dont seuls 200 designers peuvent être titulaires ce titre étant considérée comme "la plus prestigieuse distinction au Royaume-Uni dans le domaine du design".,,,,

## Formation
Kelly a grandi dans le village d'Appletreewick puis dans le West Riding of Yorkshire. Kelly a été formée au Lancaster College of Art de 1964 à 1969 et a obtenu son diplôme en design d'intérieur au Royal College of Art en 1974.

## Carrière
Ses créations en Europe et en Asie ont été, entre autres, commissionnées par le Southbank Centre, le British Council, le 180 The Strand, Virgil Abloh, les Sex Pistols, le Victoria & Albert Museum, Vivienne Westwood, Malcolm McLaren, Factory Records, 4AD, le Science Museum de Londres, le Design Council (en) ou le Musée d'histoire naturelle de Londres. Son travail est conservé dans la collection permanente du V&A et du British Council. Il est professeur invité en design d'intérieur au Royal College of Art et professeur résidant à l'Université de Kingston. Il a été Chair of Interior and Spatial Design à l'Université des Arts de Londres (2013 – 2016).

### Influences
À son arrivée à Londres en 1971, Kelly a été grandement influencé par les films de Kenneth Anger et a visité l'exposition «When Attitudes Become Form» à l'Institute of Contemporary Arts. Kelly cite comme inspirations Andy Warhol, Marcel Duchamp, les couleurs vives, les lignes audacieuses et l'esthétique jetable des créations de Max Clendinning (en).

### Style
Le style de Kelly se charactérise par sa description de l'intérieur de ses rêves comme étant «un mélange entre le Silver Studio original d'Andy Warhol, le Merzbau de Kurt Schwitters, le Kärntner Bar d'Adolf Loos à Vienne et la maison de Frank Gehry à Los Angeles!». La conception de l'Hacienda a été décrite comme post-industrielle influencé par l'époque du punk avec un fort sentiment post-révolutionnaire. La couleur internationale orange qu'il a utilisé dans The Hacienda et de nombreux projets ultérieurs, est considérée comme une signature de Kelly.

### Héritage Culturel
Raf Simons a déclaré a nombreuses reprises le travail de Kelly comme inspiration. En hommage à la fois à l'anniversaire de The Haçienda et à l'inauguration du premier magasin exclusif Yohji Yamamoto Y-3 au Royaume-Uni, un modèle spécial Adidas FAC51-Y3 a été créé en 2007. Le maillot de football officiel 2019/20 de Manchester City de la marque Puma présentait les rayures noires et jaunes emblématiques de Kelly.
Virgil Abloh a déclaré: 
"les lignes diagonales du logo de ma marque sont très similaires au travail de Ben Kelly. Tout mon objectif est une crédibilité urbaine, je travaille avec des gens que je peux partager avec ma génération car c'est un point d'accès pour un jeune 'kid' parce que le monde de l'art est si loin et protégé d'eux."
Le film 24 Hour Party People (2002) raconte les histoires centrées autour de l'Haçienda, avec une reproduction du travail de Kelly construite pour le film.
Le Vitra Design Museum et le Design Museum Brussels ont coproduit l'exposition «Night Fever: Designing Club Culture» dans laquelle figure le travail de Kelly pour explorer comment l'architecture et le design d'intérieur ont fusionné avec le son, la lumière, la mode, les graphiques et les effets visuels pour créer des épicentres de la culture pop,.

## Distinctions
- Docteur honoris causa de l'Université de Kingston à Londres en 2000[27].
- En 2018, Kelly a reçu le prix honorifique du Royal College of Art[28].
- Il est présent dans le The Visual Dictionary of Interior Architecture and Design comme un «designer d'intérieur extrêmement influent»[29].
- Nommé pour le Prince Philip Design Prize .